# Hachette Livre
Pour les articles homonymes, voir Hachette et Louis Hachette Group.
Hachette Livre, ou simplement Hachette, est un groupe d'édition français fondé en 1826 par Louis Hachette. Au fil de ses acquisitions, il est le premier éditeur en France depuis 2004, et le deuxième éditeur en Espagne.
Outre sa propre marque, Hachette contrôle les éditions Armand Colin, Calmann-Lévy, Chêne, Dunod, Harrap's, Hatier, Fayard, Foucher, Grasset, Larousse, JC Lattès et Stock.
Il fait partie des 10 principaux conglomérats d'édition avec 2,4 milliards d'euros de chiffre d'affaires annuel en 2020.
Hachette est détenu par Lagardère Publishing, une filiale du groupe Lagardère depuis 1981, lui-même détenu par Louis Hachette Group, le conglomérat issu de la scission de Vivendi, depuis décembre 2024. En 2023, la Commission européenne autorise le rachat de Lagardère par le groupe Bolloré, qui avait annoncé son intention de prendre le contrôle du groupe Lagardère en 2021 via une OPA. En revanche, la fusion prévue par Bolloré de sa filiale Editis avec Hachette pour créer un géant de l'édition est avortée, Bolloré étant obligé de céder Editis pour racheter Hachette.

## Histoire

### Un éditeur scolaire

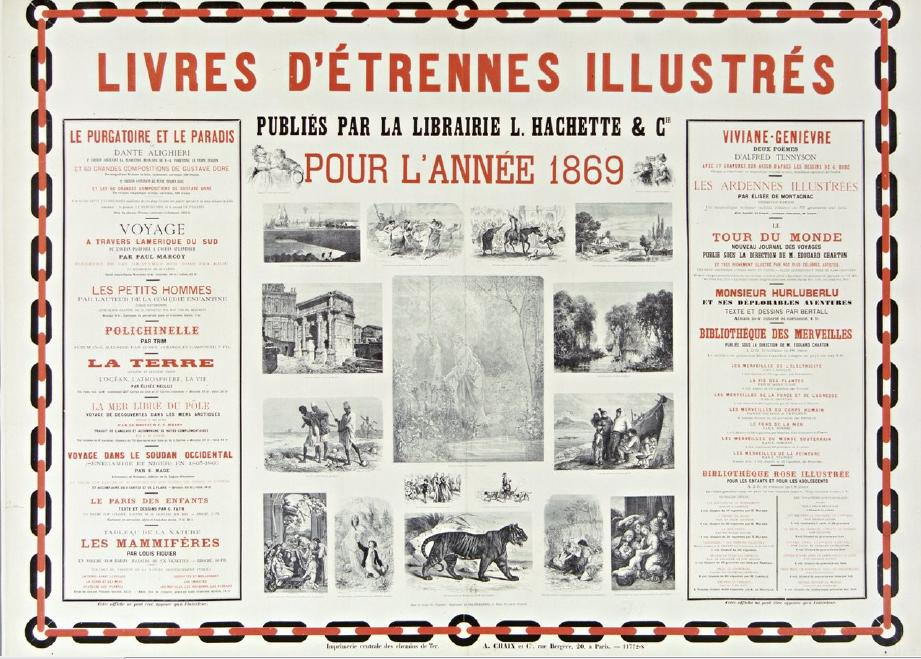
Affiche-catalogue de L. Hachette et Cie pour les livres d'étrennes de 1869.

Alors qu'il désirait devenir enseignant, Louis Hachette rachète le brevet de libraire (et sous-entendu d'éditeur) et le fonds de Jean-François Brédif situé à Paris, au 1 rue Serpente, puis ouvre boutique au 12 rue Pierre-Sarrazin, qu'il nomme la « Librairie L. Hachette ». Située près de l’École de médecine, elle reçoit en 1832, des commandes du ministère de l’Instruction publique pour des manuels d'éducation élémentaire. À la suite de la loi Guizot, il est nommé en 1836, « libraire de l'Université ». En 1840, le notaire Henri Breton, devenu son beau-frère par alliance, injecte des capitaux dans l'entreprise. Il fonde ses premiers périodiques, la Revue de l'instruction publique, le Journal des Lycées et le Manuel général de l'instruction primaire. Il se positionne comme un éditeur scolaire par excellence.

### Les «bibliothèques» pour tous
Avant 1850, Louis Hachette, s'inspirant du modèle britannique, fait installer dans chaque gare ferroviaire un point de vente de livres, qui non seulement propose sa production mais aussi celles de ses concurrents : la « Bibliothèques des Chemins de fer » est née. Il met au point un premier système de messagerie et d'office. En 1855, il lance le Journal pour tous, périodique de littérature populaire en feuilletons illustrés qui connaît un succès immédiat. Il lance également des guides de voyages, en rachetant le fonds Joanne (1850), qui accompagne le développement du réseau ferré, puis dans cette lignée, en 1860, le périodique Le Tour du monde. En 1856, il signe un contrat d'exclusivité avec la comtesse de Ségur et fonde dans la foulée la Bibliothèque rose. En 1864, la librairie Louis Hachette devient le premier éditeur européen spécialisé dans l'ouvrage scolaire et les guides, mais l'édition de fictions commence à gagner du terrain.

### D'un monopole l'autre

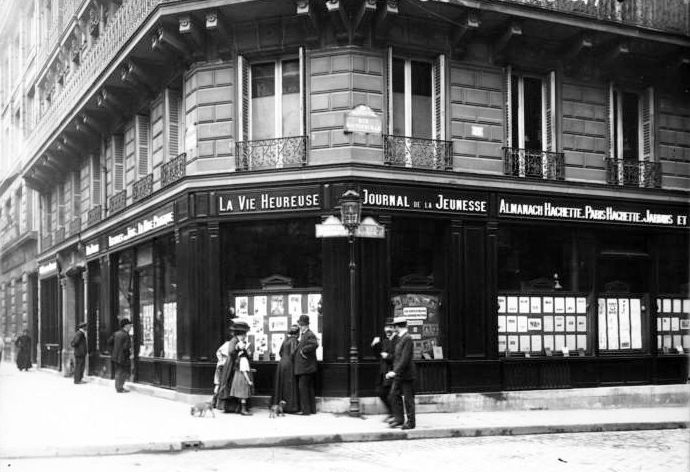
La librairie Hachette à l'angle du no 79 boulevard Saint-Germain et de la rue Hautefeuille, Paris 6e, 1909.

Après la mort du fondateur, la « Librairie L. Hachette et Cie » est en situation de quasi-monopole pour les manuels scolaires, mais les lois Jules Ferry (1881-1882) l'obligent à se diversifier, ce qui permet à d'autres éditeurs scolaires d'émerger.
Jusqu'en 1896, Hachette possédait 1 200 bibliothèques de gare, soit un quasi-monopole, mais là encore, le Gouvernement français, via Adolphe Turrel, intervient et oblige les compagnies privées de chemin de fer à ne pas renouveler leurs contrats avec Hachette, qui décide alors de renforcer son pôle distribution, et fonde les Messageries Hachette, devenant en quelques années, après avoir racheté ses principaux concurrents, le plus gros distributeur français d'ouvrages. En 1900, la maison reprend à Armand Colin ses collections scolaires. En 1902, c'est le lancement de La Vie heureuse, un magazine très inspiré des productions de l'éditeur Pierre Lafitte, et qui va donner naissance au prix littéraire du même nom. En 1914, la maison de Pierre-Jules Hetzel, l'éditeur de Jules Verne, est intégrée au groupe. Le chiffre d'affaires atteint 60 millions de francs-or. Les locaux s'étendent entre la rue Pierre-Sarrazin, les boulevards Saint-Germain et Saint-Michel (ces bâtiments existent toujours mais ont changé de propriétaires). En 1917, le rachat d'une partie des actifs des Éditions Pierre Lafitte est entériné : Hachette devient alors un acteur important de l'édition de journaux.

### L'entre-deux-guerres
En 1919, Hachette devient une société anonyme, puis, en 1922, grâce à Paribas, entre en bourse avec un capital émis de 33 millions. Durant les années 1920-1930, la production de livres triple, car Hachette investit la littérature générale et le secteur jeunesse, puis reprend la distribution en exclusive de Gallimard (1932) et de Fasquelle (1935), à travers un département de plus en plus central, les Messageries Hachette, qui comprend également des titres de presse. En 1934, l'éditeur s'associe à Paul Winkler pour le lancement du Journal de Mickey. Durant la Seconde Guerre mondiale, la famille Hachette perd le contrôle de ses filiales à l'étranger et de sa distribution, mais reprend la tête de son groupe en 1945, ainsi que du monopole de distribution, pourtant brisé par le Gouvernement provisoire : avant 1950, les NMPP passe sous le contrôle du groupe Hachette.

### L'expansion mondiale

Ancien logo de la maison d'édition.

Surnommé « la pieuvre verte », Hachette assume, depuis la fin du XIXe siècle, la distribution des livres et de la presse en France. En 1953, en créant avec Henri Filipacchi la collection Le Livre de poche à travers sa filiale la Librairie générale française, elle fédère les fonds de plus de 37 maisons d'éditions jusqu'au début des années 1970. Elle finit par racheter Tallandier, puis Grasset (1954), Fayard (1958), Fasquelle (1959) et Stock (1961). En 1972, Gallimard décide d'assurer sa propre distribution et pocketisation. Dans les années qui suivent, le cours de l'action Hachette s'effrite. En novembre 1976, l'un des derniers héritiers de Louis Hachette, Ithier de Roquemaurel (1914-1996), quitte la présidence, et est remplacé par Jacques Marchandise-Franquet (1908-2002). Après une vague de licenciements, Hachette est racheté en décembre 1980 par un groupe industriel d'armement, Matra, ce qui est une première en France, puis passe sous la direction de Jean-Luc Lagardère en 1981, qui baptise le nouveau groupe Matra-Hachette. En 1987, ce dernier crée l'entité Groupe Livre Hachette, et entame une reconversion de la holding en la spécialisant dans les médias.
Une vague d'acquisition a lieu à l'international en 1988 : c'est d'abord le groupe espagnol Salvat, puis l'Américain Grolier, et enfin les Britanniques Orion, Cassell, et Octopus.
En 1992, la holding prend le nom de Lagardère. En 1996, Groupe Livre Hachette fusionne avec Hatier, le chiffre d'affaires monte à 4,6 milliards de francs, mais l'année suivante, Havas Publications Édition, via le groupe Presses de la Cité, devient le numéro un français du livre et de la presse.
En 2004, à la suite de l'éclatement de la holding Vivendi, Hachette acquiert les Éditions Larousse, Dunod, Dalloz, Armand Colin, le Britannique Hodder Headline, puis en 2006, l'activité d'édition papier de Time Warner.
Le 15 octobre 2009, Hachette et Phoenix Publishing & Media Group (PPMG), un important éditeur chinois (son chiffre d'affaires dépasse 1 milliard d'euros en 2008), annoncent la mise en place d'une joint-venture commune en Chine détenue à 50 % pour PPMG, 1 % par Yilin (une filiale de PPMG) et 49 % par Hachette.
En août 2014, le projet d'achat de l'éditeur américain indépendant The Perseus Books Group est suspendu.
Hachette reste le premier distributeur de livres en France et dans le monde francophone. À partir de son Centre de distribution du livre (CDL) de Maurepas jugé « très performant », et de ses centres régionaux à Nantes, Lyon et en Suisse, Belgique et Canada, il distribue environ 250 millions de livres par an.
Ses archives, accessibles jusqu'en 1984 sont, fait rare, classées « archives historiques » depuis un arrêté du 29 mars 2002 et sont conservées depuis 1995 à l'Institut mémoires de l'édition contemporaine.

### Accords sur les contenus numériques
Hachette, parmi d'autres éditeurs de livres numériques, est accusé de s'être entendu avec Apple pour « pouvoir fixer eux-mêmes les prix des livres numériques, par le biais du "contrat d'agence" » imposé à d'autres distributeurs comme Amazon.com augmentant le prix de chaque livre de 1 à 3 dollars pour l'acheteur. Le 11 avril 2012, Hachette trouve un accord avec le département de la Justice des États-Unis, permettant aux distributeurs de choisir leurs prix et imposant aux éditeurs de cesser leur accord avec Apple.
En 2011, Google et Hachette Livre annoncent la signature d'un accord sur la numérisation d’œuvres épuisées de la maison d’édition française par le géant américain.
Hachette Livre est signataire de la Charte de l’édition en format accessible de l’Accessible Books Consortium.

### Acquisitions récentes

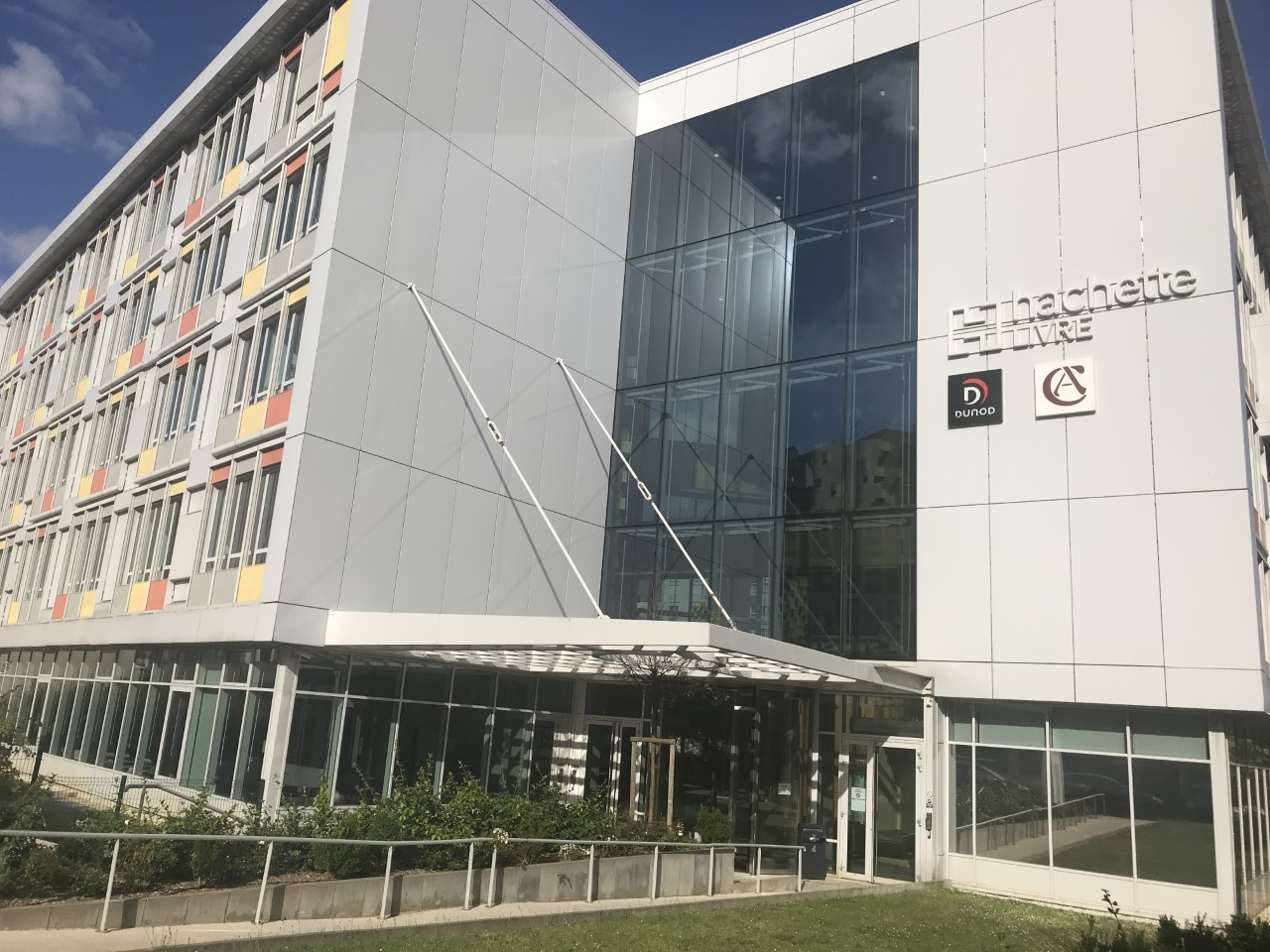
Hachette Livre à Malakoff.

Le 28 juin 2013, Disney revend le catalogue de titres adultes et hors fiction de Hyperion à Hachette Book Group et reprend les franchises et publications internes.
En juin 2014, Hachette annonce l'acquisition de l'activité édition de Perseus Books, le sixième éditeur généraliste américain, éditant 700 livres par an pour un montant inconnu. En août 2014, Hachette abandonne l'acquisition de Perseus Books, dans un contexte de grande tension avec Amazon.com. En mars 2016, une seconde tentative d'acquisition de cette entreprise réussit.
En octobre 2014, Hachette acquiert 24 % de l'éditeur russe Azbooka-Atticus, après avoir déjà acquis 25 % de cet éditeur en 2011.
Le 17 avril 2015, Hachette Livre quitte son ancien siège du quai de Grenelle pour emménager dans un nouvel ensemble conçu par Jacques Ferrier à Vanves (Hauts-de-Seine). Ce déménagement clôt la rationalisation des implantations immobilières du groupe démarrée en 2014 avec le déménagement d'Hachette Book Group USA à New York et celui de Hachette UK à Londres en 2015.
Le 14 décembre 2015, Hachette Livre annonce la signature d'un protocole d'accord portant sur l’acquisition des Éditions Kero qui a publié plusieurs best-sellers depuis sa création en 2012.
En décembre 2016, Hachette Livre fait l'acquisition d'une participation majoritaire dans la société britannique d'applications mobiles Brainbow Ltd.
En février 2021, Hachette annonce avoir acquis la société française d'édition de jeux de société Sorry we are French. Cette acquisition confirme la volonté du groupe d'édition d'investir dans le monde des jeux de société. En août 2021, Hachette annonce l'acquisition de Workman Publishing pour 240 millions de dollars,.
En février 2022, le Groupe Hachette absorbe l'éditeur Bragelonne, spécialiste de la science-fiction et de la littérature fantasy.

### Rachat par le groupeBolloré
Yannick Bolloré fin 2021 puis Vincent Bolloré début 2022 annoncent leur intention de racheter le groupe Hachette pour le faire fusionner avec le groupe Editis. L'intention de Vincent Bolloré suscite plusieurs inquiétudes, liées à la concentration importante de l'édition française en un groupe unique qui en résulterait. Plusieurs acteurs du monde du livre expriment par ailleurs leur crainte que Vincent Bolloré se serve des maisons d'éditions du groupe pour contribuer au déploiement d'idées réactionnaires et promouvoir des auteurs d'extrême-droite, comme cela avait été fait dans les médias rachetés par le groupe Bolloré, depuis le rachat d'I-Télé en 2016,.
En février 2022 se monte le collectif StopBolloré, réunissant plusieurs acteurs du monde du livre opposés au rachat d'Hachette. Début 2023, les représentants des librairies, auteurs et éditeurs opposés au projet rencontrent Philippe Bélaval, conseiller culture d'Emmanuel Macron, à l’Élysée.
Le 9 juin 2023, la Commission européenne valide le projet de rachat du groupe Hachette, en fixant plusieurs conditions, en particulier la cession d'Editis afin d'éviter la concentration de l'industrie française du livre en un groupe unique. La fin de l'opération de rachat est annoncée le 21 novembre 2023 ; Arnaud Lagardère devient PDG d'Hachette Livre.
En mars 2024, la direction du groupe Hachette impose Lise Boëll, éditrice proche de l'extrême-droite, chez la maison d'édition Fayard. La directrice générale de Fayard, Isabelle Saporta, s'oppose à cette arrivée et est licenciée le mois suivant. L'affaire est interprétée comme étant en lien avec le projet politique de « combat civilisationnel » porté par Vincent Bolloré, et laisse craindre une autocensure de la part des autres éditeurs du groupe Hachette.

### Siège social

Le siège jusqu'en 2015 au 43 quai de Grenelle, Paris 15e.

- En 1966 : « Librairie Hachette », au 79 boulevard Saint-Germain, Paris 6e.
- De 2006 à 2015 : Groupe Hachette Livre, tour Hachette Livre, au 43 quai de Grenelle, Paris 15e.
- Depuis avril 2015, le nouveau siège social se trouve au bâtiment Louis Hachette sis 58 rue Jean-Bleuzen à Vanves (Hauts-de-Seine)[48],[49].

## Situation économique
Hachette Livre enregistre en 2000 un chiffre d'affaires de 830 millions d'euros. Le chiffre d'affaires connaît une forte croissance au milieu et à la fin des années 2000 et tout particulièrement en 2004. Il passe ainsi de 959 millions d'euros en 2003 à 1,644 milliards en 2005.
La décomposition de cette forte hausse montre qu'elle est marginalement due à la croissance organique du groupe (qui représente 104 millions d'euros sur les 685 millions d'euros de croissance du chiffre d'affaires) mais surtout aux acquisitions de plusieurs branches d'Editis (qui en représente 346 millions) et Hodder Headline (235 millions). Time Warner Book Group qui est définitivement incorporé au groupe Hachette Livre en 2006 avait aussi un chiffre d'affaires estimé à 460 millions d'euros pour l'année 2005,.
Depuis 2009, le chiffre d'affaires de Hachette Livre tend à stagner, voire à reculer : selon Publishers Weekly, il accuserait une contraction de plus de 10 % entre 2013 et 2014. De fait, après un pic à 2,273 milliards d'euros en 2009, il recule dans les années suivantes (sauf en 2012) et atteint 2,004 milliards d'euros en 2014. Il faut attendre 2015 pour que le chiffre d'affaires d'Hachette Livre connaisse un vigoureux rebond (+ 10 % par rapport à 2014).
Si le chiffre d'affaires de Hachette ne croît pas particulièrement entre 2000 et 2003, la marge opérationnelle du groupe connaît une forte augmentation et passe de 7 % en 2000 à 11,1 % en 2003 et est relativement stable jusqu'en 2008 inclus. L'année 2009 est exceptionnelle de ce point de vue avec une marge opérationnelle qui monte à 13,2 % avant de rechuter en 2010 au même niveau qu'en 2008. Ainsi, le résultat opérationnel atteint un niveau record de 301 millions d'euros pour l'année 2009.

## Gouvernance
Jean-Luc Lagardère contrôle Hachette depuis 1980 ; il en est le président-directeur général de 1981 à 1992. Par Hachette, il entre en mars 1990 au capital de La Cinq et en prend le contrôle total. L’opération se termine par la liquidation de la chaîne, qui engloutit tous les fonds propres du groupe. La facture totale pour Hachette s'élève à plus de 3,5 milliards de francs. J.-L. Lagardère est convaincu que la solution pour éviter la faillite et le dépeçage d'Hachette passe par la fusion avec Matra. Il parvient à ses fins et Matra-Hachette, qui deviendra plus tard Lagardère SCA, est créé. Pour bénéficier d’une réduction d’impôt considérable sur ses bénéfices futurs, c’est Hachette qui absorbe juridiquement Matra. Grâce au statut de société en commandite par actions, Jean-Luc Lagardère conserve le contrôle de la gestion avec quelque 10 à 13 % des actions.
En 1981, Jean-Claude Lattès, après avoir cédé sa maison d'édition au groupe Hachette, devient directeur général du groupe Livre qu’il redresse et internationalise, notamment par l'achat des encyclopédies américaines Grolier. Il quitte le groupe en 1991, et Jean-Luc Lagardère nomme à sa place Jean-Louis Lisimachio.
En 2003, c'est Arnaud Nourry qui est nommé président d'Hachette Livre par Arnaud Lagardère en remplacement de Jean-Louis Lisimachio. Depuis cette date, Hachette Livre est devenu un groupe international, réalisant 70 % de son chiffre d’affaires en dehors de la France, notamment aux États-Unis et au Royaume-Uni.
Le 29 mars 2021, Arnaud Nourry est démis de ses fonctions par Arnaud Lagardère et quitte le groupe. Les mois précédents, il s'était opposé à tout éventuel démantèlement du groupe ou à un rapprochement avec son concurrent Editis, dont la maison mère, Vivendi, est détenue par Vincent Bolloré.
Arnaud Nourry est remplacé à la tête de Lagardère Publishing par le secrétaire général et cogérant du groupe Lagardère, Pierre Leroy, un proche d’Arnaud Lagardère,.
Le 8 novembre 2023, le conseil d'administration d'Hachette Livre nomme Arnaud Lagardère président-directeur général d'Hachette Livre, en remplacement de Pierre Leroy, qui (re)devient directeur général délégué du groupe Lagardère. Arnaud Lagardère reste de surcroît PD-G du groupe à son nom. Le 13 novembre 2023, Stéphanie Ferran est nommée directrice générale d'Hachette-Livre.

## Sociétés d'édition d'Hachette Book Group

### Algérie
- Sédia

### Brésil
- Escala Educacional
- Larousse do Brasil

### Chine
- Hachette-Phoenix (鳳凰阿歇特; 2010)

### Espagne
- Bruño
- Salvat Editores (1869 – rachat 1988)
- Grupo Anaya (Anaya, Alianza Editorial, Piramide, Cátedra, CGA...)
- SPES (Dictionnaires)

### États-Unis
- Hachette Book Group USA
- Perseus Books Group[59] (2016)
- Workman Publishing[60] (2021)
- Worthy Publishing[61] (2018)

### France
- Armand Colin (1870 – rachat 2002)
- Les Éditions Albert René (1979 - rachat 2008)[62]
- Bragelonne (2000 - rachat 2022[63])
- Blackrock Games[64],[65] (2019)
- Calmann-Lévy (1836 – rachat 1993)
  - Éditions n°1
- Dessain et Tolra
- Deux coqs d'or
- Dunod
- EDICEF
- Édisciences
- Édition Sedès
- Éditions des deux terres (2003)
- Éditions du Chêne
  - E.P.A
- Éditions Stock (1708 – rachat 1961)
- Fayard (1857 – rachat 1958)
  - Éditions Mille et une nuits (1993)
  - Éditions Mazarine
  - Pauvert (1947 – rachat dans les années 1990)
- Gigamic[66] (2019)
- Grasset (1907 – rachat 1954)
  - Grasset-Jeunesse
  - Editions Fasquelle (1896 - fusionné avec Grasset en 1959)
    - Bibliothèque charpentier (1830 - rachat par Fasquelle en 1893)
- Gautier-Languereau (1859 - rachat en 1989)
- Hachette BnF (éditions patrimoniales)
- Hachette Collections
- Hachette Éducation
- Hachette Français Langue Étrangère
- Hachette Jeunesse
  - Hachette Jeunesse collection Disney
- Hachette Littérature (disparaît en 2009, la collection Pluriel continue au sein de Fayard depuis 2010)
- Hachette Pratique
- Hachette Romans / Livre de poche jeunesse[67]
- Hachette Tourisme (Guides du Routard, Guides Bleus, Guides Un Grand Week-end, Guides Evasion, Guides Voir )
- Hazan
- Harlequin (1978 en France)
- Harrap's
- Groupe Alexandre Hatier (1880 – rachat 1996)
  - Éditions Foucher (1937)
  - Hatier International
  - Éditions Didier (1898)
    - Didier Jeunesse (1988)
    - Didier FLE
    - Rageot Éditeur (1941)
- Hetzel (1837 - rachat 1914)
- InterÉditions
- Istra
- JC Lattès (1968 – rachat 1981)
  - Éditions du Masque (Librairie des Champs-Élysées) (1927)
- La Plage[68] (2018)
- Larousse (1852 – rachat 2004)
- Le Livre de Paris (1951)
- Librairie Générale Française (LGF) participation de 60 % (1953 – majoritaire depuis 1954 à la suite du rachat de Grasset)
  - Audiolib (2008), un des principaux éditeurs de livres audio,
  - Le Livre de poche (1953)
- Marabout (1949 – rachat 1983)
- Microsoft Press
- Octopus France
- Orbit (1974 en GB, 2009 en France – Rachat en 2006 avec Time Warner Book Group)
- Pika Édition (1999 – rachat 2007)

### Italie
- Hachette Fascicoli (2000)

### Japon
- Hachette Collections Japan (ja) (2003)

### Mexique
- Larousse México S.A. de C.V.
- Grupo Patria Cultural (2007 ; filiale d'Anaya)

### Pologne
- Wiedza i Życie[69], devenue en 2001 Hachette Polska[70] (conservé comme nom de collection)
- Larousse Polska[71] intégré en 2008 dans Hachette Polska

### Royaume-Uni
Hachette UK Company, dont :
- Chambers (1819 - rachat 2006)
  - Harrap's
- Bookouture (en)[72]
- Welbeck Publishing[73] (2022)
- Octopus Publishing Group (~1970 - rachat 2001)
  - Bounty (Années 1980)
  - Brimax
  - Conran
  - Hamlyn
  - Mitchell Beazley
  - Miller's
  - Philip's
  - Short Books[74] (2019)
- Watts Publishing Group
- Hachette Partworks
- Hodder Headline
- Laurence King Publishing (LKP)[75] (2020)
- Orion Publishing Group
  - Orion
  - Cassell & Co
  - Weidenfeld & Nicolson
    - Phoenix
    - Everyman